# ثيودور وولف
ثيودور وولف (بالألمانية: Theodor Wolff)‏ هو كاتب وصحفي ألماني، ولد في 2 أغسطس 1868 في برلين في ألمانيا، وتوفي بنفس المكان في 23 سبتمبر 1943.

## وصلات خارجية
- ثيودور وولف على موقع مونزينجر (الألمانية)